# Alconada (kommunhuvudort)
Alconada är en kommunhuvudort i Spanien.   Den ligger i provinsen Provincia de Salamanca och regionen Kastilien och Leon, i den centrala delen av landet, 150 km väster om huvudstaden Madrid. Alconada ligger 831 meter över havet och antalet invånare är 203.
Terrängen runt Alconada är platt. Runt Alconada är det glesbefolkat, med 19 invånare per kvadratkilometer. Närmaste större samhälle är Peñaranda de Bracamonte, 13,7 km öster om Alconada. Trakten runt Alconada består till största delen av jordbruksmark.